# 泉田昭
泉田 昭（いずた あきら、1931年10月10日 - 2021年9月16日）は、日本の福音派牧師。日本福音同盟初代理事長。日本聖書刊行会常任理事。東京キリスト教学園顧問などを務める。福音主義神学会の創立に関わった。

## 経歴
1931年10月10日に広島県三原市幸崎渡瀬に生まれる。渡瀬小学校時代、浄土真宗の日曜学校に通う。幸崎中学時代に終戦を迎える。広島大学三原分校附属高校に進む。
中央大学法学部に入学し、憲法学者の宮沢俊義、佐藤功から憲法を学ぶ。大学で国際ギデオン協会が配布した『英和対訳聖書』を読み始め、日本基督教団久ヶ原教会に通うようになる。木村清松名誉牧師の説教に感動し、毎週礼拝に通うようになった。また、塚本虎二や矢内原忠雄の聖書研究会に通った。
大学卒業後に、三菱重工に就職し東京工場で働く。ロッキード社の技術顧問のディ・ヤングのバイブル・クラスに出席するようになる。また日産自動車の南波良次宅でのバイブル・クラスをディ・ヤングが担当することになり泉田も出席するようになる。1951年、ディ・ヤングより神奈川県葉山の海岸で洗礼を受けた。ディ・ヤングの勧めで東京神学塾に入学する。そこで、塾長の長谷川真太郎、舎監の尾山令仁らの薫陶を受ける。同窓生に、横山武、山口昇、有賀豊二、村瀬俊夫、後藤茂光、佐竹十喜雄らがいた。
1957年、東京神学塾を卒業。東京都練馬区の練馬バプテスト教会の牧師に就任する。米国一致バプテスト宣教団の宣教師D・ビョークと共に伝道する。その時に役員に村岡崇光らがいた。
1963年に泉田、横山武ら設立準備委員会を立ち上げ、1965年、和歌山市浦の磯の国立青年の家で「日本バプテスト教会連合」が設立された。
1975年、バプテスト世界大会に出席するために、スウェーデンのストックホルムを訪れる。1978年には米国デンバーで行われたバプテスト・ゼネラル・カンファレンス百年記念総会に招待される。
また、聖契神学校で新約釈義、説教学、キリスト教倫理学を教え、日本基督神学校で牧会学を教えた。
1990年に「日本福音振興会」を本田弘慈と共に設立する。
同年、バイオラ大学より名誉神学博士号を授与される。
2021年9月16日に死去。89歳没。

## ミニストリー
日本バプテスト教会連合練馬バプテスト教会名誉牧師。

## 聖書信仰
「聖書信仰は、ただJPCだけではなく、福音派全体の共通した恵みの絆であり、伝統的キリスト教教理の敷石であり、救霊と伝道への情熱の源泉である」という。

## 著書
- 『ローマ人への手紙』 いのちのことば社 2005
- 『マタイによる福音書』 いのちのことば社 2003
- 『種をまく人たち』 いのちのことば社 2002
- 『モーセの十戒とキリスト教』 CS成長センター2002
- 『夕暮れ時に、光がある』 いのちのことば社 2001
- 『日本における聖書とその翻訳』 日本聖書刊行会　1996
- 『新聖書辞典』 いのちのことば社 1985
- 『日本の政治を考える』 いのちのことば社 1984
- 『マルコの福音書』 いのちのことば社 1982
- 『クリスチャンライフ入門』 いのちのことば社 1981.6
- 『丘の上の祝福』 いのちのことば社 1971
- 『断絶時代の倫理』 いのちのことば社 1971
- 『主の祈り』 いのちのことば社 1971
- 『現代と聖書信仰』 共著。羽鳥明、村瀬俊夫他 いのちのことば社 1969